# Guillaume Joseph Gabriel de La Landelle
Pour les articles homonymes, voir Lalandelle.
Guillaume Joseph Gabriel de La Landelle, né le 5 mars 1812 à Montpellier et mort le 19 janvier 1886 à Paris, est un officier de marine, journaliste et homme de lettres français, romancier de la mer et auteur d'autres ouvrages maritimes. Il figure également parmi les pionniers de l'aéronautique.

## Biographie

### Le marin
Guillaume Joseph Gabriel de La Landelle naît à Montpellier, où son père se trouvait en garnison, le 5 mars 1812 à 3 h du matin. Il est le descendant d'une famille de marins bretons, les Coëtnempren. Il fait ses études au collège de Strasbourg et entre à l'âge de seize ans comme élève dans la marine royale. Pendant onze ans, il est en service actif au Brésil, au Portugal et à la Guadeloupe. Devenu capitaine de frégate, il démissionne de la marine en 1839 pour se consacrer au journalisme et à la littérature.

### Le littérateur
En 1840, il commence sa carrière littéraire en publiant des articles sur le monde maritime dans Les Français peints par eux-mêmes. Il est, en 1841, un des fondateurs du journal La Flotte, dans lequel il écrit. Il collabore à L'Union catholique, à La Mode, au Commerce et, après la Révolution de 1848, à des journaux politiques contre-révolutionnaires tels que La Liberté, L'Avenir national, Le Pamphlet et Le Lampion.
Il publie sous forme de feuilletons une longue série de romans maritimes, appréciés tant pour l'intérêt du récit que pour la vérité des scènes de la vie en mer. Inspirés en particulier des romans de James Fenimore Cooper et de Frederick Marryat, certains d'entre eux serviront à leur tour de source à son ami Jules Verne. Les plus importants sont publiés en librairie. Certains d'entre eux, notamment Une haine à bord, La Couronne navale, Les princes d'Ebène, Nathan le Rouge, Le dernier des filibustiers, Le premier tour du monde et Deux croisières dans l'Amérique du Sud sont traduits en espagnol et publiés en Argentine et au Chili. Il compose aussi d'autres écrits, y compris des poèmes et des chansons, sur différents aspects de la vie maritime.

« Le public, écrit Charles Monselet, ne connaît de lui que des romans sauvages et tatoués : Les Princes d'Ébène, Les Îles de glace, L'Homme de feu, etc. Mais ce que nous connaissons, nous, ce sont ses chansons de bord, malheureusement inédites pour la plupart : son vrai talent est là. »

Il utilise le nom de plume H. Élie Kopter pour signer Régates aériennes, une anticipation publiée en 1863, dont l'action se situe en 1983.

### Un pionnier de l'aviation

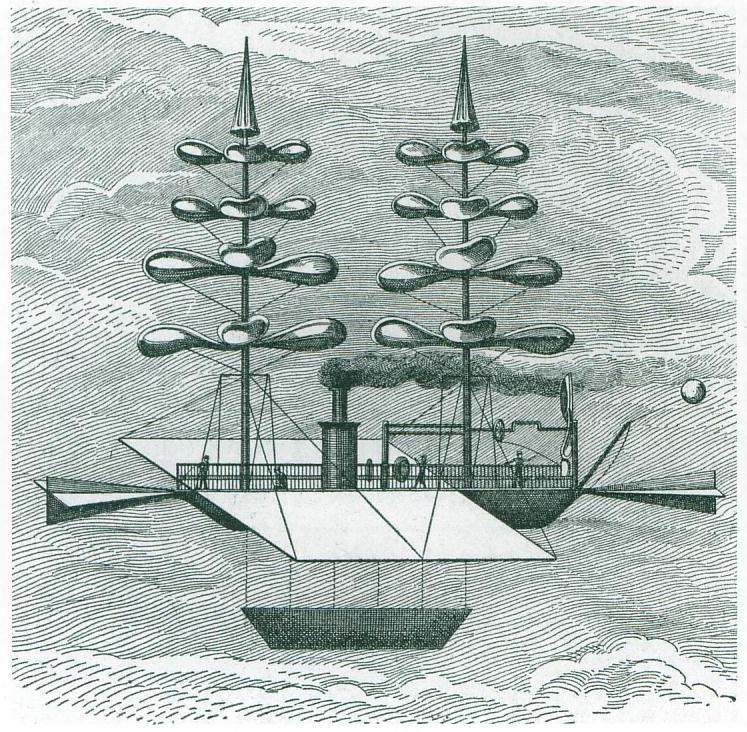
Dessin d'un hélicoptère imaginaire, mû par la vapeur, imaginé par Gabriel de la Landelle.

En 1861, il construit, avec Gustave de Ponton d'Amécourt, un prototype d'hélicoptère à moteur à vapeur
. L'hélicoptère du héros de Robur-le-Conquérant, de Jules Verne (1886), présente de nombreuses similitudes avec celui de la Landelle. Ce dernier fonde ensuite, avec Nadar et Ponton d'Amécourt, en 1863, la « Société d'encouragement de la locomotion aérienne au moyen du plus lourd que l'air ». Il publie par ailleurs plusieurs ouvrages sur l'histoire de l'aéronautique, où il retrace notamment les premiers vols de Jean-Marie Le Bris. Dans le livre Le tableau de la mer. La vie navale publié en 1862, il décrit dans le chapitre Inventions et progrès, des remarques sur l'hélice et la portance, l'aéronef de Ponton d'Amécourt, critiquant les propos de de Lalande sur l'impossibilité du vol pour l'homme.
C'est dans son livre Aviation, ou Navigation aérienne (sans ballons), publié en 1863, que le mot « aviation » serait apparu pour la première fois,, Clément Ader ayant utilisé le terme « avion » en 1875 pour désigner ses appareils volants. Le Conservatoire national des arts et métiers conserve la correspondance entre Gabriel de La Landelle et Clément Ader entre 1883 et 1884.
Atteint de la tuberculose en 1883, Guillaume de la Landelle meurt le 19 janvier 1886.

### Décorations et hommages
Guillaume de la Landelle a été nommé chevalier de la Légion d'honneur en 1865 puis officier.
Des rues portent son nom à Brest, Trégueux, Langueux, Villepinte, Vildé-Guingalan, La Landec, Espaubourg, Québriac, Saint-Aubin-en-Bray, Le Loroux-Bottereau.

## Publications
- Une haine à bord, grand roman maritime[11], 1843
- Histoire de Duguay-Trouin, 1844
- La Gorgone, éd. Locart-Davy, Paris, 6 vol., in 18, 1844, tome 1 [lire en ligne], tome 2 [lire en ligne], tome 3 [lire en ligne], tome 4 [lire en ligne], tome 5 [lire en ligne], tome 6 [lire en ligne]
- Les Quarts de nuit, Brest et Toulon, contes et causeries d'un vieux navigateur, 1845
- Aventures d'un gentilhomme : l'émigration, la Bretagne en 1793, 2 vol., 1846 [lire en ligne]
- Frise-poulet, éd. Locart-Davy, Paris, 2 vol., in 8°, 1847

Rééd. : 2e quarts de jour : Les Épaulettes d'amiral, éd. De Vresse, 1856
- La Couronne navale, éd. Micolci, 9 vol., 1848

Rééd. Locart-Davy, Paris, 4 vol., in 8°
- Hermine et Gabrielle, ou Les Îles de glace, 4 vol., 1849-1850
- Le Docteur Esturgeot, 2 vol., 1850
- Le Roi des rapaces, 4 vol., 1851
- Le Toréador, 2 vol., 1851
- Une Déesse. Le Tableau de la mer, des pilotes et du pilotage, 1851
- Les Coureurs d'aventures, 1852, tome 1 [lire en ligne], tome 2 [lire en ligne], tome 3 [lire en ligne]
- Le Morne aux serpents, 2 vol., 1852
- Les Princes d'Ébène, 10 vol., in 8°, 1852 tome 1 [lire en ligne], tome 2 [lire en ligne], tome 3 [lire en ligne], tome 4 [lire en ligne], tome 5 [lire en ligne]
- Falkar le rouge, 5 vol., 1852
- Le Tableau de la mer. Batailles et combats, 1852
- La Vie du marin, poème, 1852
- La Vie du marin, symphonie dramatique, dédiée au peintre de la mer Théodore Gudin par les auteurs Alexandre Malibran et Gabriel de La Landelle, 1852
- Le Château de Noirac, éd. Imprimerie de Schiller, 1853
- L'Usurier sentimental, 3 vol., 1853
- L'Honneur de la famille, 1854
- Les Géants de la mer. I : Bureau du siècle, 1854
- L'Eau et le feu, 2 vol., 1856
- La Meilleure Part, 1856 [lire en ligne]
- Les Deux Routes de la vie, 1856
- Le Dernier des flibustiers, 5 vol., 1857 [lire en ligne] [PDF]
- Contes d'un marin : Don Graviel d'Alferez. Nicolas Compian. Thomas Coquille. Les Mains blanches, 1857 [lire en ligne]

Rééd. Nabu Press, 1er mars 2010
- Le Club des damnés, 3 vol., 1858
- Le Mouton enragé, 1858
- Le Fils d'un ennemi, 2 vol., 1859
- Sans-Peur le corsaire, 3 vol., 1859 [lire en ligne] [PDF]

Rééditions :
Éd. maritimes et d'outre-mer, 2001
Ed. Livres Généraux, 1er avril 2010
- Le Langage des marins, recherches historiques et critiques sur le vocabulaire maritime, expressions figurées en usage parmi les marins, recueil de locutions techniques et pittoresques, 1859 [lire en ligne]

Rééd. Kessinger Pub Co, 1er février 2010
- L'Aiguillette d'or, 1859
- Les Passagères, 1860 [lire en ligne].

Rééd. Nabu Press, 2010
- L'Âme et l'ombre d'un navire, 5 vol., 1861, tome 1 [lire en ligne], tome 2 [lire en ligne], tome 3 [lire en ligne], tome 4 [lire en ligne], tome5 [lire en ligne]
- Les Enfants de la mer, 1861
- Poèmes et chants marins, 1861
- Les Grelots, contes fantastiques, nouvelles, bluettes, fantaisies, 1861
- Le Gaillard d'avant, chansons maritimes, recueil de chants de marins, 1862
- Le Tableau de la mer. La Vie navale, 1862 [lire en ligne]
- Le Tableau de la mer. Les Marins, 1862
- Pare-à-virer ! tableau maritime en 1 acte, Paris, Théâtre des Champs-Élysées, 19 avril 1862
- Aviation, ou Navigation aérienne (sans ballons), 1863 [lire en ligne]

Rééd. 1883
- La Frégate l'Introuvable, 1864
- Les Cousins de l'Introuvable, 1864
- Les Nouveaux Quarts de nuit : Parrain et filleul, récits maritimes, 1864
- Paris pour les marins, 1864 [lire en ligne]
- Un corsaire sous la Terreur, 1865 [lire en ligne] [PDF]

Rééd. E. Dentu, 1877
- Troisièmes Quarts de nuit : Thomas Coquille, contes d'un marin, 1866
- Le Tableau de la mer. Mœurs maritimes, 1866 [lire en ligne].
- Le Tableau de la mer. Naufrages et sauvetages, 1867 [lire en ligne]
- Contes de matelots, 1867
- Études marines. Jean Bart et Charles Keyser, éd. P. Brunet, Paris, 449 p., 1868 [lire en ligne]

Rééd. Nabu Press, 1er mars 2010
- Pigeon vole, aventures en l'air, aviation, éd. P. Brunet, Paris, 1868 [lire en ligne]. Réédition Nabu Press, 2010 [présentation en ligne]
- L'Homme de feu, 1868
- Les Géants de la mer. I : Falcar le Rouge [lire en ligne], II : Grandes aventures [lire en ligne], III : Mission secrète [lire en ligne], IV : La Cote des esclaves [lire en ligne], 4 vol. 1869
- Quatrièmes Quarts de nuit. Tablettes navales, 1868
- Phylon Binôme et le jeu de la fortune, 1869
- Les Quarts de jour. L'Orient et l'Occident, 1870
- Cinquièmes Quarts de nuit. Aventures de Madurec, 1870
- La Semaine des bonnes gens, nouvelles et causeries, 1870
- Sixièmes et derniers Quarts de nuit. Les enfants de la mer, 1873
- L'École de la vie, 1875
- Les Cinquièmes Quarts de jour. Le premier tour du monde, 1876

- La plus heureuse des femmes, 1876

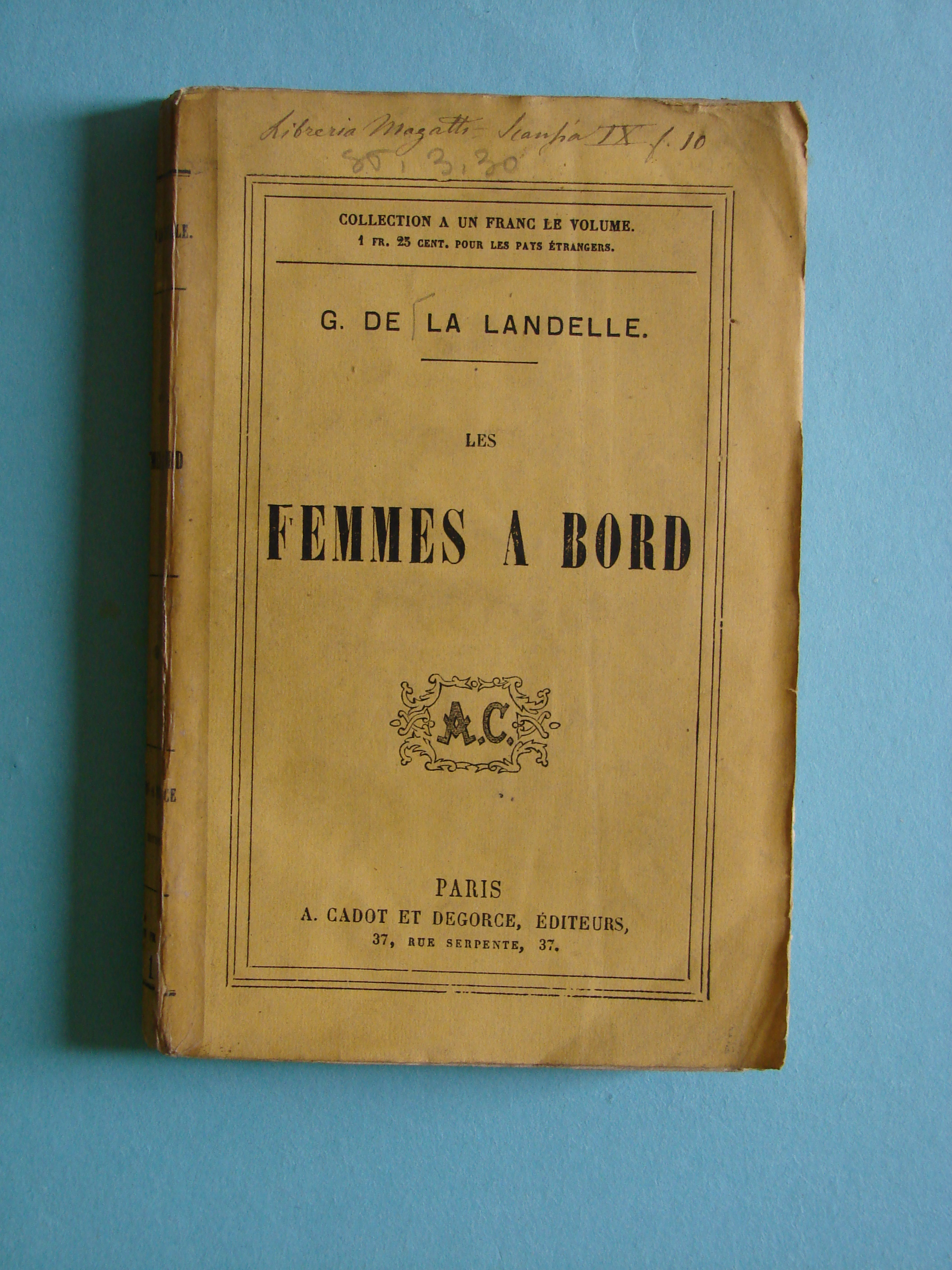
Les Femmes à bord, (1882).

- Pauvres et mendiants, roman des questions sociales, 1877
- Deux Croisières, histoire d'une légende navale, 1877 [lire en ligne] [PDF]
- Les Grandes Amours, 1878
- Légendes de la mer, 1880 [lire en ligne]
- Alphabet phonétique universel, analyse, méthode, pratique, 1881
- Rose printemps, 1881 [lire en ligne]
- Rouget et Noiraud, 1882
- Les Femmes à bord, coll. Un franc le volume, éd. A. Cadot et Degorce, Paris, in 12, broché, 286 p., 1882 [lire en ligne]
- Dettes de cœur. La Semaine des bonnes gens, 1882 [lire en ligne] [PDF]
- Le Mobilier anecdotique. Histoire d'une lettre confidentielle, 1883
- Aventures et embuscades, histoire d'une colonisation au Brésil, 1883 [lire en ligne] [PDF]
- Le Dernier des flibustiers, 1884, texte sur Wikisource
- Après le naufrage, éd. Librairie Hachette, Paris, 1884
- Histoires maritimes. Fleur-de-Misère. Les Neveux de Jean Bart. Le Château du Taureau, 1884 [lire en ligne]
- Dans les airs, histoire élémentaire de l'aéronautique, 1884 [lire en ligne]

Rééd. Kessinger Pub Co, 1er novembre 2009, 1er février et 1er septembre 2010
- Robert Surcouf, 1884
- A vinganca do sargento: romance maritimo versao, éd. Joao Romano Torres, 1890
- La Barque Ailée De Jean-Marie Le Bris, L'ardent Rêveur, éd. Paupières de Terre, 2002 ; 2 vol., Nabu Press, 1er avril 2010
- Réponse à la note (du prince de Joinville) sur l'état des forces navales de la France
- Salon de 1841, marine - La France Maritime
- Études marines : Pierre de la Barbinais
- 3e quarts de jour : Galère et Caravanes
- 4e quarts de jour : L'Esclave de luxe
- 6e quarts de jour : Fortunes de terre et de mer

### Sources et bibliographie

#### Ouvrages généralistes
- Gustave Vapereau, Dictionnaire universel des contemporains, vol. II, 1858, p. 1014-1015
- Encyclopédie Brockhaus et Efron, 1890-1907
- Thierry Le Roy, Les Bretons et l’aéronautique des origines à 1939, Presses universitaires de Rennes, Rennes, 2002

#### Sur La Landelle
- Charles-Yves Peslin, « Le Premier Apôtre de l'aviation, Gabriel de La Landelle » dans La Nouvelle Revue de Bretagne, no 4, juillet-août 1948
- Jean le Marchant de Trigon, Poètes d'Océan : La Landelle, Édouard et Tristan Corbière, Émile-Paul, Paris, 1958
- Jacques Payen, « Clément Ader et Gabriel de La Landelle (1883-1884) », dans Revue d'histoire des sciences et de leurs applications, 1965, volume 18, no 3, p. 249-264 (lire en ligne)
- Léa Pradel, « L'enfer sur mer de Gabriel de La Landelle », Cahier Robinson, no 50 « Figures de justiciers et de justicières »,‎ novembre 2021, p. 242 (ISBN 978-2-84832-506-4).